# 뉴질랜드 독립선언서
뉴질랜드 독립선언서(He Whakaputanga o te Rangatiratanga o Nu Tireni)는 1835년 10월 28일 뉴질랜드 부족연합이 오늘날 뉴질랜드 북섬에서 발표한 독립 선언서로, 1836년 5월 25일 윌리엄 4세가 정식으로 해당 선언서를 승인하면서 독립선언서의 효력이 발생하였다. 뉴질랜드의 독립은 1840년 2월 6일 와이탕이 조약이 체결되고 뉴질랜드가 공식적으로 영국의 식민지가 되면서 뉴질랜드의 실질적인 독립 상태는 박탈되었다. 이후 뉴질랜드 독립 및 와이탕이 조약에 대한 법적 효력은 오늘날까지도 뉴질랜드 사회의 화두로 제시되고 있다.

## 영향
서명자들은 문서 사본을 윌리엄 4세(1830년부터 1837년까지 재위)에게 보내 그에게 새로운 국가의 보호자가 되어줄 것을 요청하였으며, 국왕은 뉴질랜드 부족연합의 깃발을 인정한 데 이어, 하원에서 선언을 검토한 후 1836년 5월 25일 자로 전쟁 및 식민지 담당 국무장관인 그레넬그 경의 편지를 통해 이 선언을 인정한 것으로 보인다.
편지 일부는 다음과 같다:
나는 북부 뉴질랜드 부족의 추장들이 자신들의 국가 독립을 밝히고, 각 부족이 "뉴질랜드 부족연합"이라는 명칭 아래 하나의 국가로 결합한다고 선언한 선언문의 사본을 동봉한 버스비 씨의 편지를 받았다.
추장들이 동시에 그들의 선언문 사본을 국왕 폐하께 보내, 그들의 깃발을 인정해 준 데 대해 감사하고, 그들이 보여주고자 하는 우정과 보호, 그리고 이미 보여준 이러한 태도에 대해 국왕께서 보답으로 그들의 새로 태어난 국가의 부모가 되어주시고, 그 독립을 위협하는 모든 시도로부터 이를 보호해 주시기를 간청하기로 결의했음을 알게 되었다.
추장들이 이번 기회를 통해 국왕 폐하의 신민들과 좋은 관계를 유지하고자 하는 바람을 표명한 것과 관련하여, 그들에게 국왕 폐하의 이름으로 그가 선의의 의사를 표현하고, 다른 이들의 정당한 권리 및 폐하 신민들의 이익에 부합하는 한도 내에서 그러한 추장들에게 지원과 보호를 제공할 기회를 놓치지 않을 것이라는 점을 확실히 알려야 할 것이다.
— 그레넬그 경, 1836년 5월 25일, 뉴사우스웨일스 주지사 리처드 버크 경에게 보낸 편지 중에서

식민지부는 이 선언을 긍정적으로 받아들이지 않았으며, 이를 시정하기 위한 뉴질랜드에 대한 새로운 정책이 필요하다는 결론을 내렸다.